# Adam Pierończyk
Adam Pierończyk, (Elbląg, 1970. január 24. –) lengyel dzsessz-szaxofonos. A lengyel dzsesszzene egyik legfontontosabb szereplője.

## Pályafutása
Pierończyk az esseni Folkwang University of the Artson tanult zenét. 2004–2005-ben két fesztivál művészeti vezetője volt: a Jazz aux Oudayas és a Jazz au Chellah Rabatban, Marokkó fővárosában. A 2011–2015-ös években a Sopot Jazz Festival igazgatója volt.
Dolgozott többek között a következőkkal: Sam Rivers, Archie Shepp, Miroslav Vitouš, Gary Thomas, Greg Osby, Bobby McFerrin, Jeff „Tain” Watts, Trilok Gurtu, Mino Cinelu, Tomasz Stańko, Ted Curson, Avishai Cohen, Ernst Reijseger, Lage Lund, Orlando le Fleming, Joe Martin, Jean-Paul Bourelly, Anthony Cox, Joey Calderazzo és Leszek Możdżer.
A Jazz Forum lengyel szakmai magazin 15. alkalommal választotta a legjobb szopránszaxofonosának. Kétszer elnyerte a „Fryderyk” lengyel zenei díjat, mint az év jazzzenésze és az év albuma; tizennyolcszor jelölték erre a díjra.
Rendszeresen fellép szerte a világon.

## Lemezválogatás
- 1996: Temathe „Water Conversations“
- 1996: Anniversary Concert for Hestia
- 1997: Few Minutes in the Space
- 1998: Live In Szófia, & Leszek Możdżer
- 1999: Plastiline Black Sheep
- 2000: 19-9-1999, & Leszek Możdżer
- 2001: Plastiline Black Sheep, & Ed Schuller, Jacek Kochan
- 2001: Digivooco, & Gary Thomas
- 2003: Amusos with Mina Agossi
- 2005: Busem po São Paulo & Robert Kubiszyn, Krzysztof Dziedzic
- 2007: Live in Berlin
- 2008: Life at A38 DVD
- 2010: El Buscador & Anthony Cox, Adrian Mears, Krzysztof Dziedzic
- 2010: Gajcy Szyc Pieronczyk & Borys Szyc, poemat: Tadeusz Gajcy
- 2010: Komeda: The Innocent Sorcerer & Gary Thomas, Anthony Cox, Nelson Veras, Łukasz Żyta
- 2013: The Planet of Eternal Life: solo soprano album
- 2014: A-Trane Nights & Adrian Mears, Anthony Cox, Krzysztof Dziedzic
- 2015: Adam Pierończyk Migratory Poets, km.: Anthony Joseph, Nelson Veras, Robert Kubiszyn, John B. Arnold
- 2015: Wings: & Miroslav Vitous: duo album
- 2016: Monte Albán: & Robert Kubiszyn, Hernan Hecht: trio album
- 2017: Ad-lib Orbits − & Miroslav Vitous: duo album
- 2019 - Live at NOSPR − & Miroslav Vitous: duo album

## Fordítás
Ez a szócikk részben vagy egészben  az   Adam Pierończyk című német Wikipédia-szócikk ezen változatának fordításán alapul.  Az eredeti cikk szerkesztőit annak laptörténete sorolja fel. Ez a jelzés csupán a megfogalmazás eredetét és a szerzői jogokat jelzi, nem szolgál a cikkben szereplő információk forrásmegjelöléseként.